# Plasmodium
Plasmodium je rod jednostaničnih eukariota. Infekcija ovom vrstom poznata je kao malarija. Bar desetak vrsta zarazno je za čovjeka. Ostale vrste zaražuju druge životinje, uključujući ptice, reptile i glodavce
Godine 1898. Ronald Ross je demonstrirao postojanje Plasmodiuma u stijenci trbuha i žlijezdama slinovnicama Culex komaraca. Za to je otkriće 1902. dobio Nobelovu nagradu za medicinu. Ipak, zasluge također idu talijanskom profesoru Giovanniju Battisti Grassiju koji je pokazao da se ljudska malarija može prenositi samo Anopheles komarcima.

## Podrodovi
- Podrod Asiamoeba
- Podrod Bennettinia
- Podrod Carinamoeba
- Podrod Fallisia Lainson et al., 1974
- Podrod Garnia Lainson et al., 1971
- Podrod Giovannolaia
- Podrod Haemamoeba Simond, 1901
- Podrod Huffia
- Podrod Lacertamoeba
- Podrod Laverania Feletti & Grassi, 1889
- Podrod Novyella
- Podrod Ophidiella
- Podrod Paraplasmodium
- Podrod Plasmodioides
- Podrod Plasmodium Marchiafava & Celli, 1885
- Podrod Sauramoeba
- Podrod Vinckeia

## Vrste
1. Plasmodium achiotense
2. Plasmodium achromaticum
3. Plasmodium acuminatum
4. Plasmodium adunyinkai
5. Plasmodium aegyptensis
6. Plasmodium aeuminatum
7. Plasmodium agamae (Wenyon, 1908)
8. Plasmodium anasum
9. Plasmodium anomaluri
10. Plasmodium arachniformis
11. Plasmodium ashfordi
12. Plasmodium atheruri
13. Plasmodium attenuatum
14. Plasmodium aurulentum
15. Plasmodium australis
16. Plasmodium azurophilum
17. Plasmodium balli
18. Plasmodium bambusicolai
19. Plasmodium basilisci
20. Plasmodium beebei
21. Plasmodium beltrani
22. Plasmodium berghei Vincke et Zips, 1948
23. Plasmodium bertii
24. Plasmodium bigueti
25. Plasmodium biziurae
26. Plasmodium booliati
27. Plasmodium bouillize
28. Plasmodium bowiei
29. Plasmodium brasilianum Gonder et Berenberg, 1908
30. Plasmodium brasiliense
31. Plasmodium brodeni Rodhain et al., 1913
32. Plasmodium brucei
33. Plasmodium brumpti
34. Plasmodium brygooi
35. Plasmodium bubalis
36. Plasmodium bucki
37. Plasmodium capistrani
38. Plasmodium cathemerium (Hartman, 1927)
39. Plasmodium cephalophi
40. Plasmodium cercopitheci
41. Plasmodium chabaudi
42. Plasmodium chalcidi
43. Plasmodium chiricahuae
44. Plasmodium circularis
45. Plasmodium circumflexum (Kikuth, 1931)
46. Plasmodium clelandi
47. Plasmodium cnemaspi
48. Plasmodium cnemidophori
49. Plasmodium coatneyi
50. Plasmodium coggeshalli
51. Plasmodium colombiense
52. Plasmodium columbae
53. Plasmodium cordyli
54. Plasmodium corradettii
55. Plasmodium coturnixi
56. Plasmodium coulangesi
57. Plasmodium cuculus
58. Plasmodium cyclopsi
59. Plasmodium cynomolgi Mayer, 1908
60. Plasmodium diminutivum
61. Plasmodium diploglossi
62. Plasmodium dissanaikei
63. Plasmodium divergens
64. Plasmodium dominicana
65. Plasmodium draconis
66. Plasmodium durae
67. Plasmodium egerniae
68. Plasmodium elongatum (Huff, 1930 )
69. Plasmodium eylesi
70. Plasmodium fabesia
71. Plasmodium fairchildi
72. Plasmodium falciparum
73. Plasmodium falconi
74. Plasmodium fallax
75. Plasmodium fieldi
76. Plasmodium fischeri
77. Plasmodium floridense
78. Plasmodium foleyi
79. Plasmodium formosanum
80. Plasmodium forresteri
81. Plasmodium fragile
82. Plasmodium galbadoni
83. Plasmodium gallinaceum (Brumpt, 1935)
84. Plasmodium garnhami
85. Plasmodium georgesi
86. Plasmodium giganteum
87. Plasmodium giovannolai
88. Plasmodium girardi
89. Plasmodium gologoense
90. Plasmodium gonderi
91. Plasmodium gracilis
92. Plasmodium griffithsi
93. Plasmodium guangdong
94. Plasmodium gundersi
95. Plasmodium guyannense
96. Plasmodium hegneri
97. Plasmodium heischi
98. Plasmodium hermani
99. Plasmodium heteronucleare
100. Plasmodium hexamerium
101. Plasmodium holaspi
102. Plasmodium huffi
103. Plasmodium hylobati
104. Plasmodium icipeensis
105. Plasmodium iguanae
106. Plasmodium inconstans
107. Plasmodium inopinatum
108. Plasmodium inui Halberstadter et Prowazek, 1907
109. Plasmodium japonicum
110. Plasmodium jefferi
111. Plasmodium jiangi
112. Plasmodium josephinae
113. Plasmodium joyeuxi
114. Plasmodium juxtanucleare
115. Plasmodium kempi
116. Plasmodium kentropyxi
117. Plasmodium knowlei Napier et Campbell, 1932
118. Plasmodium lacertiliae
119. Plasmodium lainsoni
120. Plasmodium landauae
121. Plasmodium leanucteus
122. Plasmodium lemuris
123. Plasmodium lepidoptiformis
124. Plasmodium lionatum
125. Plasmodium lophurae
126. Plasmodium loveridgei
127. Plasmodium lutzi
128. Plasmodium lygosomae
129. Plasmodium mabuiae
130. Plasmodium mackerrasae
131. Plasmodium maculilabre
132. Plasmodium maior
133. Plasmodium majus
134. Plasmodium malariae Grassi et Feletti, 1890
135. Plasmodium marginatum
136. Plasmodium matutinum
137. Plasmodium melanipherum
138. Plasmodium mexicanum
139. Plasmodium michikoa
140. Plasmodium minasense (Carini & Rudolph, 1912)
141. Plasmodium morulum
142. Plasmodium murinus
143. Plasmodium necatrix
144. Plasmodium nucleophilium
145. Plasmodium octamerium
146. Plasmodium odocoilei
147. Plasmodium osmaniae
148. Plasmodium ovale Stephens, 1922
149. Plasmodium paddae
150. Plasmodium papernai
151. Plasmodium paranucleophilum
152. Plasmodium parvulum
153. Plasmodium pedioecetii
154. Plasmodium pelaezi
155. Plasmodium percygarnhami
156. Plasmodium pessoai
157. Plasmodium petersi
158. Plasmodium pifanoi
159. Plasmodium pinorrii
160. Plasmodium pinotti
161. Plasmodium pitheci Halberstadter et Prowazek, 1907
162. Plasmodium pitmani
163. Plasmodium polare (Manwell, 1934)
164. Plasmodium pulmophilum
165. Plasmodium reichenowi Sluiter, Swellengrebel & Ihle, 1922
166. Plasmodium relictum (Grassi et Feletti, 1891)
167. Plasmodium rhadinurum
168. Plasmodium rhodaini
169. Plasmodium robinsoni
170. Plasmodium rouxi (Sergent, Sergent et Catanei, 1928)
171. Plasmodium sandoshami
172. Plasmodium sasai
173. Plasmodium saurocaudatum
174. Plasmodium schweitzi
175. Plasmodium scorzai
176. Plasmodium semiovale
177. Plasmodium semnopitheci
178. Plasmodium shortii
179. Plasmodium silvaticum
180. Plasmodium simium
181. Plasmodium tanzaniae
182. Plasmodium tejerai
183. Plasmodium telfordi
184. Plasmodium tenue
185. Plasmodium tomodoni
186. Plasmodium torrealbai
187. Plasmodium traguli
188. Plasmodium tribolonoti
189. Plasmodium tropiduri
190. Plasmodium tumbayaensis
191. Plasmodium tyrio
192. Plasmodium uilenbergi
193. Plasmodium uluguruense
194. Plasmodium uncinatum
195. Plasmodium uzungwiense
196. Plasmodium vacuolatum
197. Plasmodium vastator
198. Plasmodium vaughani (Novy & Macneal, 1904)
199. Plasmodium vautieri
200. Plasmodium vinckei
201. Plasmodium vivax
202. Plasmodium volans
203. Plasmodium voltaicum
204. Plasmodium watteni
205. Plasmodium wenyoni
206. Plasmodium yoelii
207. Plasmodium youngi
208. Plasmodium zonuriae